# Fabi Dossè
Fabi Dossè o Fabi Dorsè (en llatí Fabius Dossennus o Fabius Dorsennus) va ser un dramaturg còmic romà.
És censurat per Horaci per l'exageració de la ridiculesa dels personatges i la forma descurada de les seves obres, escrites precipitadament. Dues línies d'aquest autor, una d'elles provinent d'una obra anomenada Acharistio,les reprodueix Plini el Vell com a prova de la consideració que els romans antics tenien pels vins perfumats. El seu epitafi és conservat per Sèneca: Hospes resiste et sophiam Dosenni lege.